# Francisco Keil do Amaral
Francisco Keil do Amaral (Lisboa, 28 de abril de 1910 - 19 de febrero de 1975) fue un arquitecto portugués, nieto del compositor, pintor y fotógrafo Alfredo Keil (1850-1907), autor además del himno nacional de Portugal.
De padre arquitecto, realiza sus estudios de arquitectura en la Escola de Belas-Artes de Lisboa, siendo durante años el arquitecto-urbanista del ayuntamiento de esta ciudad. En esta época se dedicó, principalmente, al diseño y renovación de parques y jardines, como el de Monsanto en el Campo Grande. Por estos trabajos fue premiado con la medalla de oro de la Exposición Internacional de París de 1937.
En 1933 contrajo matrimonio con la ilustradora María Keil.
Entre los proyectos en los que trabajó, cabe mencionar los siguientes:
- Aeropuerto de Lisboa.
- Aeropuerto de Luanda.
- Edificio de la Unión Eléctrica Portuguesa.
- Edificio de la calle Almirante António Saldanha 44 (Restelo), Premio Valmor, 1962.
- Jardim do Campo Grande, incluyendo el Edificio do Padel Campo Grande, las  Piscinas do Campo Grande y restaurante.

También escribió diversas obras sobre arquitectura entre las que destacan:
- "A Arquitectura e a Vida", 1942.
- "A Moderna Arquitectura Holandesa", 1943.
- "O Problema da Habitação", 1945).

## Reseñas
- Enciclopédia Luso-Brasileira de Cultura, 20 vols., 1.ª ed., Lisboa, editorial Verbo, vol. 11, 1973, pp. 1078-1079.

- Datos: Q734130
- Multimedia: Keil do Amaral / Q734130